# Alert Today, Alive Tomorrow
Alert Today, Alive Tomorrow è il quarto album de The Muffs pubblicato il 15 giugno 1999 dalla Honest Don's Records.

## Tracce
Testi di Kim Shattuck.
1. I Wish That I Could Be You – 1:46
2. Silly People – 3:43
3. Another Ugly Face – 2:25
4. Prettier Than Me – 3:06
5. Clown – 2:39
6. Your Kiss – 3:11
7. Numb – 2:21
8. I'm Not Around – 2:27
9. Blow Your Mind – 1:43
10. Room With No View – 2:43
11. Dear Liar Love Me – 2:50
12. In – 2:14
13. Jack Champagne – 3:09

## Formazione
- Kim Shattuck – chitarra, voce
- Ronnie Barnett – basso
- Roy McDonald – batteria
- Steve Holroyd – produttore
- Kim Shattuck – produttore